# Zé Cantor
José Raimundo de Lima (Morada Nova, 21 de março 1971) mais conhecido como Zé Cantor, é um cantor, compositor e empresário brasileiro.

## Biografia
José Raimundo de Lima nasceu em 21 de março de 1971, em Morada Nova, no interior do Vale do Jaguaribe, no Ceará. Sua paixão pela música começou ainda na infância, influenciado pelo ambiente musical da região nordeste do Brasil. Iniciou sua carreira na década de 80, aos 13 anos, aprendendo a tocar pandeiro. Com o tempo, dominou vários instrumentos. 
Inicialmente, foi chamado de "Zé da Zilma", em homenagem à sua mãe. Seu talento chamou a atenção de João Bandeira, que foi um grande incentivador de sua carreira. Foi ele, inclusive, que lhe deu o nome artístico de "Zé Cantor", pelo qual viria a se consagrar no cenário musical.
O ponto de virada em sua carreira aconteceu no ano de 2005, quando passou a integrar a banda Solteirões do Forró. Com a banda, Zé Cantor alcançou grande sucesso, tornando-se uma das principais vozes do forró eletrônico.
Em 2018, após anos de sucesso com o grupo, Zé Cantor decidiu seguir carreira solo. Essa transição marcou uma nova fase em sua vida artística, permitindo explorar novos estilos e parcerias musicais. Ao longo de sua carreira, já dividiu o palco com grandes nomes da música brasileira, mostrando sua versatilidade e talento. No dia 4 de julho do mesmo ano, firmou contrato com a gravadora Sony Music Brasil. A assinatura ocorreu no Rio de Janeiro, marcando sua entrada no seleto catálogo de artistas nacionais e internacionais da empresa. A parceria representou um novo passo em sua trajetória, reforçando seu reconhecimento no cenário da música brasileira.

## Discografia

### Solteirões do Forró
- 2004: Casando com o Sucesso![5]
- 2005: Casando com o Sucesso!, vol. 2 - Zé Cantor & Taty Girl[6]
- 2006: Conheça e Seja Um Solteirão! - Ao Vivo
- 2012: Solteirões do Forró, vol. 4

### Carreira solo
- 2018: Agora Sou eu e Você - Ao Vivo
- 2019: Farra do Zé - Forró de Cabra Macho[7]
- 2020: Drive-In do Zé[8]
- 2023: Forró de "A" a "Zé"[9]
- 2024: Farra do Zé - Forró de Vaquejada[10]
- 2025: 20 Anos - Ao Vivo em Fortaleza[11]

### DocumentárioZé Cantor, o Mestre
Lançado em 24 de abril de 2025, em seu canal oficial no YouTube, o documentário Zé Cantor, o Mestre revisita a trajetória artística do cantor cearense, resgatando momentos marcantes de sua carreira e destacando sua contribuição para a música brasileira.

### AudiovisualSolteirões 20 Anos
A gravação do áudiovisual Solteirões 20 Anos, que ocorreu entre os dias 17 e 18 de maio no Colosso em Fortaleza, celebrou duas décadas de história da banda Solteirões do Forró, consolidando Zé como um dos ícones mais respeitados do gênero. A festa reuniu nome que fizeram parte da trajetória do grupo, como: Zé Vaqueiro, Monique Pessoa, Taty Girl, João Bandeira, Henry Freitas, Raí Saia Rodada, Limão com Mel e teve apresentação dos influenciadores digitais Gkay e David Brasil.